# St Dennis
St Dennis är en ort och civil parish i Storbritannien.   Den ligger i grevskapet Cornwall och riksdelen England, i den södra delen av landet, 400 km väster om huvudstaden London. St Dennis ligger 168 meter över havet och antalet invånare är 2 206.
Terrängen runt St Dennis är platt åt nordväst, men åt sydost är den kuperad. Runt St Dennis är det ganska tätbefolkat, med 214 invånare per kvadratkilometer. Närmaste större samhälle är St Austell, 8,9 km sydost om St Dennis. Trakten runt St Dennis består i huvudsak av gräsmarker.